# Oliva (Valência)
Oliva é um município da Espanha na província de Valência, Comunidade Valenciana. Tem 59,9 km² de área e em 2021 tinha 25 119 habitantes (densidade: 419,3 hab./km²).
A leste se encontram 10 km de costa e praias na margem do mar Mediterrâneo.

## Demografia
| Variação demográfica do município entre 1991 e 2004 | Variação demográfica do município entre 1991 e 2004 | Variação demográfica do município entre 1991 e 2004 | Variação demográfica do município entre 1991 e 2004 |
| --------------------------------------------------- | --------------------------------------------------- | --------------------------------------------------- | --------------------------------------------------- |
| 1991                                                | 1996                                                | 2001                                                | 2004                                                |
| 20289                                               | 20654                                               | 21003                                               | 23591                                               |